# Richard Madden
Richard Madden (Elderslie, Escocia; 18 de junio de 1986) es un actor británico. Saltó a la fama en 2011 por su interpretación de Robb Stark en las tres primeras temporadas de la serie dramática de fantasía Game of Thrones y como Ikaris en la película de Marvel Studios, Eternals (2021). En 2018, fue aclamado por su actuación como David Budd, un veterano de guerra y oficial principal de protección en la serie de suspenso de la BBC Bodyguard, por la que ganó un Globo de Oro al mejor actor en la categoría de serie de televisión dramática en los Globos de Oro de 2019.
Madden hizo su debut en la pantalla como actor infantil y luego comenzó a actuar en el escenario mientras estudiaba en el Conservatorio Real de Escocia. En 2007, realizó una gira con la compañía Shakespeare's Globe como Romeo en Romeo y Julieta, un papel que repitió en el West End en 2016. Sus otros créditos televisivos y cinematográficos incluyen el papel principal de Cosimo de Medici en la primera temporada de la serie de ficción histórica Medici: Masters of Florence (2016), Príncipe Kit en la película de fantasía romántica Cinderella (2015), John Reid en la película biográfica Rocketman (2019) y como el teniente Joseph Blake en la película de guerra épica 1917 (2019).

## Biografía

### 1986-2010: Primeros años de vida y comienzos en la actuación
Madden nació el 18 de junio de 1986 en Elderslie, Renfrewshire, en las afueras de la ciudad de Glasgow, donde también se crio junto a sus dos hermanas Cara y Lauren. Su madre, Pat, es maestra de escuela primaria, y su padre, Richard, trabajaba como bombero. A los 11 años, Madden se unió a PACE Youth Theatre para ayudar a superar su timidez escénica. Pronto fue elegido para su primer papel como el joven Andy en la adaptación cinematográfica de Complicity de Iain Banks, que se estrenó en 2000. Luego fue elegido para el papel principal de Sebastian Simpkins en la serie de televisión infantil Barmy Aunt Boomerang, que se emitió desde 1999 hasta 2000. Madden luego declaró que experimentó intimidación luego de su actuación en Complicity, especialmente en la escuela secundaria.
Más tarde asistió al Conservatorio Real de Escocia, anteriormente llamada Academia escocesa Real de Música y Arte Dramático, en Glasgow, donde se graduó en 2007. Trabajó con The Arches y la Glasgow Repertory Company durante sus estudios; también actuó en la obra Tom Fool de Franz Xaver Kroetz en el Citizens Theatre. Después de recibir críticas positivas, la producción de Tom Fool se trasladó a Londres, donde Madden fue visto por un equipo de Shakespeare's Globe. En su último año en el conservatorio, fue elegido como Romeo en una producción de Romeo y Julieta en el moderno Globe Theatre de Londres, después de lo cual la compañía se embarcó en una gira por la producción durante el verano de 2007. En su reseña de la producción, Susan Elkin de The Stage describió la interpretación de Madden de Romeo como «grava de Glasgow» y «casi infantil».
Interpretó a Callum McGregor en la producción de Noughts & Crosses de la Royal Shakespeare Company de Malorie Blackman en 2008. Luego interpretó a Mark McNulty en la producción del Teatro Nacional de Escocia de «Be Near Me» en 2009, durante la cual Warwick Thompson de Bloomberg señaló que la actuación de Madden fue «especialmente buena». Susan Mansfield de The Scotsman declaró que Madden había captado la atención de los críticos, informando críticas positivas adicionales de su trabajo por The Daily Telegraph y The Observer. Más tarde obtuvo el papel principal de Dean McKenzie en la serie de comedia dramática de la BBC Hope Springs de 2009, seguido de sus papeles como Ripley en la película Chatroom de 2010, y como el cantante de Theatre of Hate Kirk Brandon en la película de 2010 Worried About the Boy.

## Carrera

### 2011-presente: Reconocimiento mundial y proyectos recientes

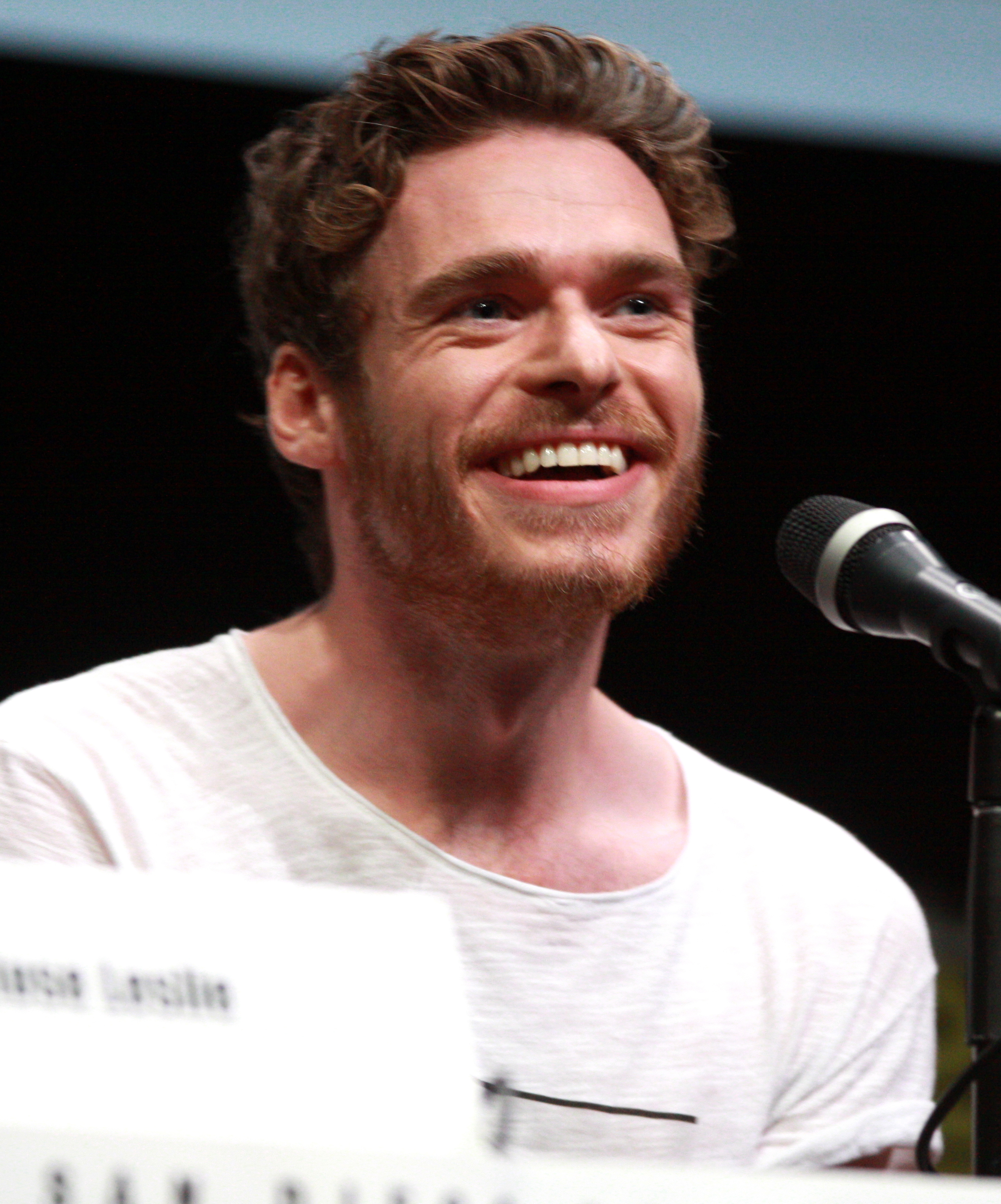
Madden en la Convención Internacional de Cómics de San Diego en 2013.

Madden interpretó a Robb Stark en la serie de drama de fantasía de HBO Game of Thrones, basada en la serie de novelas titulada Canción de hielo y fuego de George R. R. Martin, de 2011 a 2013. La actuación de Madden en la serie lo impulsó en grande a la fama internacional. Durante este período, también protagonizó la serie de comedia dramática de Channel 4 Sirens y la serie dramática de la BBC Birdsong. Madden obtuvo por primera vez su premio Screen Actors Guild (SAG) por la miniserie Klondike de 2014, en la que interpretó a Bill Haskell, un aventurero de la vida real que participó en la fiebre del oro de Klondike. Luego interpretó al Príncipe Kit en la película de fantasía romántica Cinderella, que se estrenó en marzo de 2015. La película se convirtió en un éxito comercial y de crítica, recibiendo críticas positivas y recaudando más de $US 542 millones.
En 2016, Madden interpretó a Romeo en una producción del West End de Romeo y Julieta, que se estrenó en el Teatro Garrick el 25 de mayo, reuniéndose con su coprotagonista de Cinderella, Lily James, quien interpretó a Julieta, y el director Kenneth Branagh. Michael Billington de The Guardian afirmó que Madden fue «especialmente bueno en la articulación de desafío de Romeo al destino», mientras que Matt Trueman de Variety criticó los discursos de Madden como «plana y regimentado». Fue reemplazado en julio de 2016 después de sufrir una lesión en el tobillo. Luego interpretó el papel principal de Cosme de Medici, hijo del fundador del Banco Medici durante el Renacimiento italiano, en la primera temporada de la serie dramática de televisión italo-británica Medici: Masters of Florence. Ese mismo año, Madden interpretó al carterista estadounidense Michael Mason en la película de acción Bastille Day, protagonizada junto a Idris Elba. Luego actuó como DJ en la película de comedia romántica de Netflix Ibiza, apareciendo junto a Gillian Jacobs, Vanessa Bayer y Phoebe Robinson.En 2017 protagonizó el episodio piloto de la serie Oasis (2017), interpretando a un capellán. Esta serie, parte de la Amazon Pilot Season Wave 8, no tuvo continuidad. 
En 2018, Madden fue aclamado y reconocido por su interpretación del sargento David Budd, un veterano de guerra y oficial de protección principal, en la serie de suspenso de la BBC Bodyguard. Tim Goodman de The Hollywood Reporter escribió que Madden retratado a Budd «con aplomo», mientras que Sophie Gilbert de The Atlantic alabó su «éxito en transmitir instintos excelentes [de Budd], la cabeza fría bajo fuego, y su compleja Psique». La serie se convirtió en el drama de televisión más visto del Reino Unido desde que comenzaron los registros actuales, lo que llevó a su lanzamiento a una audiencia mundial en Netflix en octubre de 2018. La actuación de Madden le valió el Globo de Oro al mejor actor de serie de televisión - Drama; sin embargo, tanto los críticos como los espectadores destacaron el hecho de que Madden no recibió una nominación al premio Primetime Emmy por su actuación, considerándola un desaire.
En 2019, Madden interpretó al mánager musical John Reid en la película biográfica de Elton John Rocketman, que se estrenó en mayo, y apareció como teniente en la película de guerra de Sam Mendes 1917, que se estrenó en diciembre. Desde diciembre de 2020 hasta enero de 2021, protagonizó la serie de podcasts de ciencia ficción From Now, interpretando a Edward, un sobreviviente de una nave espacial que regresa 35 años después de desaparecer.
Para el año 2021, Madden interpreta a Ikaris en la película Eternals del Universo cinematográfico de Marvel, dirigida por Chloé Zhao, con estreno en noviembre. También está listo para interpretar un papel principal en una próxima «serie múltiple» de Amazon Studios titulada Citadel, producida por Anthony y Joe Russo, junto a Priyanka Chopra.

## Vida personal e imagen pública
En una entrevista con British Vogue, Madden expresó su orgullo por provenir de la clase trabajadora y dijo que su conciencia social está provocada por la desigualdad en la educación y la falta de oportunidades creativas para los niños de la clase trabajadora en las escuelas. A partir de mayo de 2019, divide su tiempo entre su residencia en Londres y Los Ángeles. En julio de 2019, Madden recibió un doctorado honoris causa en Drama de su alma mater, el Conservatorio Real de Escocia. Cuando se le preguntó sobre su vida personal durante una entrevista con The New York Times luego de especulaciones sobre sus relaciones y sexualidad, Madden declaró: «Yo mantengo mi vida personal como algo personal».
En 2019, Madden fue reconocido con el premio GQ Men of the Year por Hugo Boss Most Stylish Man. También fue nombrado una de las 100 personas más influyentes del mundo por la revista Time en el mismo año.

### Relaciones
Entre 2012 y 2015, salió con la actriz Jenna Coleman. Salió con la actriz Lily James con quién protagonizó la película Cenicienta. Desde 2017 hasta enero de 2019, mantuvo una relación con la actriz Ellie Bamber.

## Filmografía

### Cine
| Año  | Título                  | Papel                 | Ref.   |
| ---- | ----------------------- | --------------------- | ------ |
| 2000 | Complicity              | Andy (joven)          | [ 10 ] |
| 2010 | Chatroom                | Ripley                | [ 16 ] |
| 2011 | Strays (cortometraje)   | Elliot                | [ 57 ] |
| 2011 | A Promise               | Friedrich             | [ 58 ] |
| 2015 | Cinderella              | Príncipe Kit          | [ 26 ] |
| 2015 | Lady Chatterley's Lover | Oliver Mellors        | [ 16 ] |
| 2015 | Group B (cortometraje)  | Shane Hunter          | [ 59 ] |
| 2016 | Bastille Day            | Michael Mason         | [ 34 ] |
| 2018 | Ibiza                   | Leo West              | [ 35 ] |
| 2019 | Rocketman               | John Reid             | [ 8 ]  |
| 2019 | 1917                    | Teniente Joseph Blake | [ 47 ] |
| 2021 | Eternals                | Ikaris                | [ 49 ] |

### Televisión
| Año       | Título                      | Personaje            | Notas                      | Ref.   |
| --------- | --------------------------- | -------------------- | -------------------------- | ------ |
| 1999-2000 | Barmy Aunt Boomerang        | Sebastian            | 20 episodios               | [ 12 ] |
| 2002      | Taggart                     | Christie             | Episodio: «Watertight»     | [ 61 ] |
| 2009      | Hope Springs                | Dean McKenzie        | 8 episodios                |        |
| 2010      | Worried About the Boy       | Kirk Brandon         | Película de televisión     | [ 17 ] |
| 2011      | Sirens                      | Ashley Greenwick     | 6 episodios                | [ 22 ] |
| 2011-2013 | Game of Thrones             | Robb Stark           | 21 episodios               | [ 19 ] |
| 2012      | Birdsong                    | Capitán Michael Weir | 2 episodios                | [ 22 ] |
| 2014      | Klondike                    | Bill Haskell         | 6 episodios                | [ 24 ] |
| 2016      | Medici: Masters of Florence | Cosimo de’ Medici    | 8 episodios                | [ 33 ] |
| 2017      | Oasis                       | Peter Leigh          | Episodio piloto            | [ 33 ] |
| 2017      | Electric Dreams             | Agente Ross          | Episodio: «The Hood Maker» | [ 62 ] |
| 2018      | Bodyguard                   | David Budd           | 6 episodios                | [ 43 ] |
| 2023      | Citadel                     | Mason Kane           | 6 episodios                | [ 63 ] |

### Videojuegos
| Año  | Título                                        | Papel                  |
| ---- | --------------------------------------------- | ---------------------- |
| 2013 | Castlevania: Lords of Shadow - Mirror of Fate | Trevor Belmont/Alucard |
| 2014 | Castlevania: Lords of Shadow 2                | Alucard                |

## Premios y nominaciones
| Premios Globo de Oro | Premios Globo de Oro                           | Premios Globo de Oro | Premios Globo de Oro | Premios Globo de Oro |
| Año                  | Categoría                                      | Trabajo nominado     | Resultado            | Ref.                 |
| -------------------- | ---------------------------------------------- | -------------------- | -------------------- | -------------------- |
| 2019                 | Mejor actor en una serie de televisión - Drama | Bodyguard            | Ganador              | [ 64 ]               |

| Premios del Sindicato de Actores | Premios del Sindicato de Actores    | Premios del Sindicato de Actores | Premios del Sindicato de Actores | Premios del Sindicato de Actores |
| Año                              | Categoría                           | Trabajo nominado                 | Resultado                        | Ref.                             |
| -------------------------------- | ----------------------------------- | -------------------------------- | -------------------------------- | -------------------------------- |
| 2012                             | Mejor reparto en una serie de drama | Game of Thrones                  | Nominado                         | [ 65 ]                           |
| 2014                             | Mejor reparto en una serie de drama | Game of Thrones                  | Nominado                         | [ 66 ]                           |